# Renegade (jeu vidéo)
Pour les articles homonymes, voir Renegade.
Renegade (熱血硬派くにおくん, Nekketsu Kōha Kunio-Kun) est un jeu d'arcade de type beat them all développé par Technos Japan en 1986. Le jeu a été adapté sur Amiga, Amstrad CPC, Apple II, Atari ST, Commodore 64, DOS, Master System, NES, Thomson et ZX Spectrum.
Pionnier du jeu de combat à progression, le jeu préfigure la série Double Dragon.

## Système de jeu
Le joueur incarne un expert en combat qui affronte des personnages, armés ou non, dans des arènes définies (le métro, le dock, une rue nocturne, etc). Le personnage peut effectuer des coups de poing, des coups de pied (sauté ou arrière), et des prises (permettant d'asséner des coups de genou).
Le personnage passe d'un niveau à l'autre en battant tous les adversaires d'un niveau. Lorsqu'un certain nombre d'adversaires sont envoyés au tapis, un boss apparait. Dans les deux derniers niveaux, le joueur n'a pas droit à l'erreur : les adversaires armés étant en effet dotés de lames de rasoir (ou d'un pistolet pour le boss de fin), un seul coup peut éradiquer toute l'énergie du joueur.

## Versions
Le jeu d'arcade est sorti en décembre 1986 au Japon. Taito s'est chargé de la manufacture et de la distribution de la borne. Dans les versions japonaises du jeu, le héros est un collégien, Kunio. Le personnage est devenu très populaire au Japon et de nombreux jeux ont été créés à son effigie : la série Nekketsu Kōha Kunio-kun. Dans les versions occidentales de Renegade, les graphismes du jeu ont été remaniés et l'élève remplacé par un combattant plus stéréotypé.
Ocean Software a récupéré les droits d'adaptation du jeu sur Amiga, Atari ST, Amstrad CPC, Commodore 64 et ZX Spectrum. La version Amiga (et au demeurant, Atari ST) sont très rares.
- 1986 - Borne d'arcade
- 1987 - Amstrad CPC, Commodore 64, ZX Spectrum
- 1987 - NES
- 1988 - DOS, Thomson (édité par France Image Logiciel[1])
- 1989 - Amiga, Atari ST (porté par Software Creations)
- 1993 - Master System

## La série
Renegade a eu deux suites développées par Ocean Software et uniquement sorties sur systèmes 8-bits.
- 1986 - Renegade
- 1988 - Target: Renegade
- 1989 - Renegade III: The Final Chapter (en)